# 니코니코 채널

니코니코 채널(ニコニコチャンネル 니코니코 챤네루[*])은 동영상 공유 사이트 니코니코 동화에서 기업과 단체 등 콘텐츠 홀더가 동영상을 올릴 수 있도록 해주는 서비스이다. 종전의 〈공식 동영상〉을 리뉴얼한 서비스로 2008년 12월 5일부터 제공하기 시작했다. 니코니코 채널에서는 공식 동영상과 커뮤니티가 일체화되어 있어 커뮤니티 참가자뿐만 아니라 동영상을 볼 수 있거나, 시청자 덧글 기능을 끄거나, 유료로 동영상 서비스를 즐길 수 있는 게 가능하다. 2008년 12월 5일에 카테고리 수 13개, 채널 수 77개로 시작해, 2009년 1월 20일 기준으로, 카테고리 수 12개, 채널 100개를 제공하고 있다.